# القاسمية (صور)
القاسمية  إحدى البلدات الساحلية القريبة من مدينة صور، تتبع إلى  قضاء صور في محافظة الجنوب. وهي المنطقة التي تحيط بمصب نهر الليطاني في البحر الأبيض المتوسط . وغالب أراضيها عبارة عن بساتين للحمضيات.